# Stade Ange Casanova
El Stade Municipal Ange Casanova (entre 1961-1994 llamado Stade Mezzavia) es un estadio de fútbol de la ciudad de Ajaccio en la Isla de Córcega, Francia. Fue inaugurado en 1961 y cuenta con una capacidad aproximada para 4,000 personas, es el estadio del club Gazélec Ajaccio, equipo de la Liga francesa de fútbol.
El 16 de julio de 1994, el estadio es renombrado por su actual nombre en honor a André Ange Casanova un destacado expresidente del club.
El récord de asistencia al estadio data desde 1990, con ocasión de un encuentro entre el equipo local contra el Olympique de Marsella (1:3), válido por la Copa francesa de fútbol, el partido lo presenciaron 9.682 espectadores, muchos de ellos de pie.

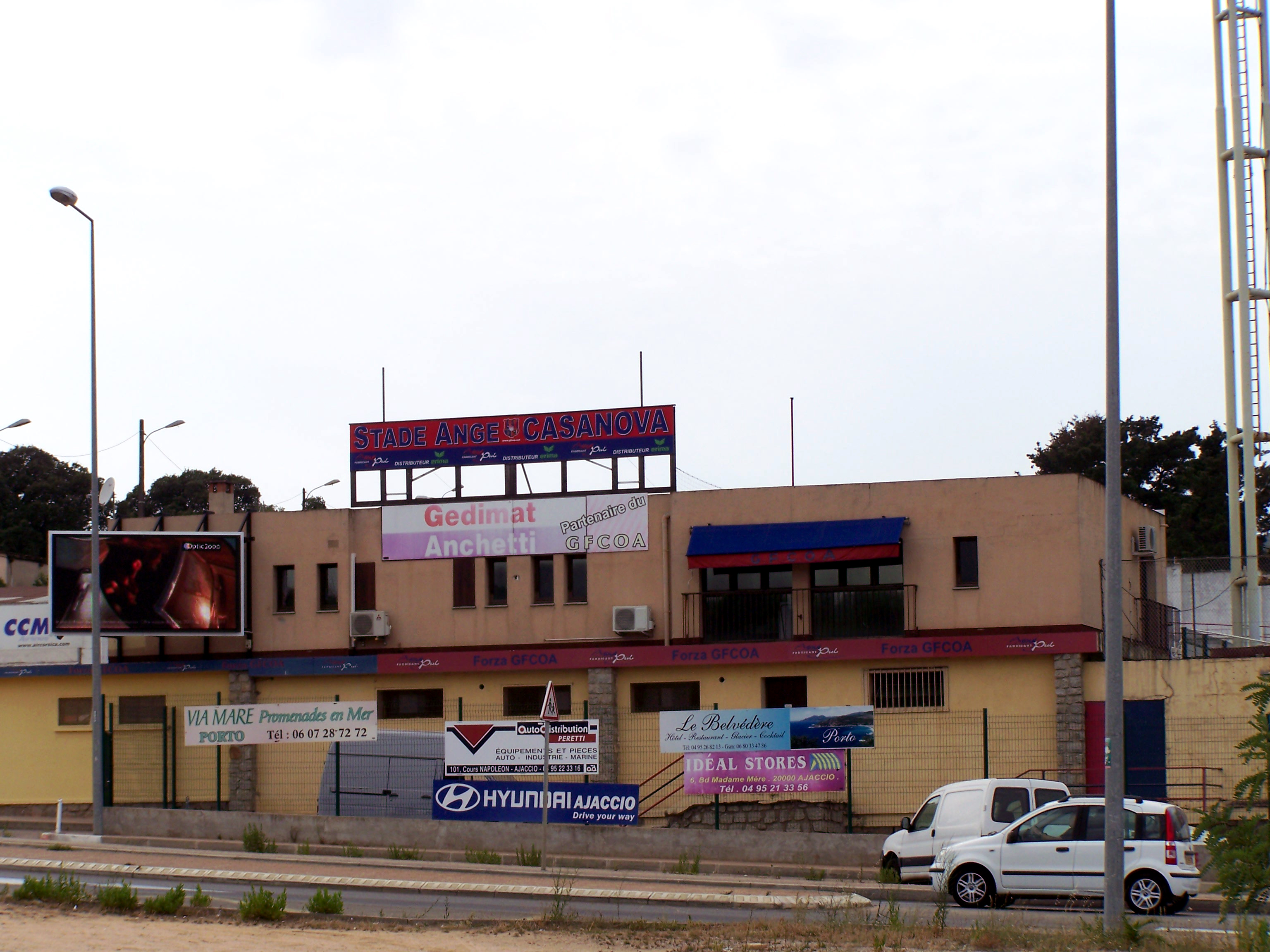